# Georg Curtius

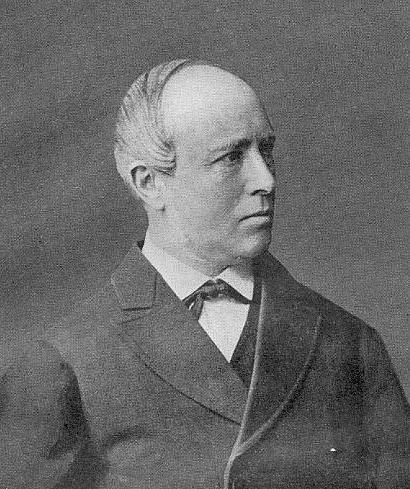
Georg Curtius

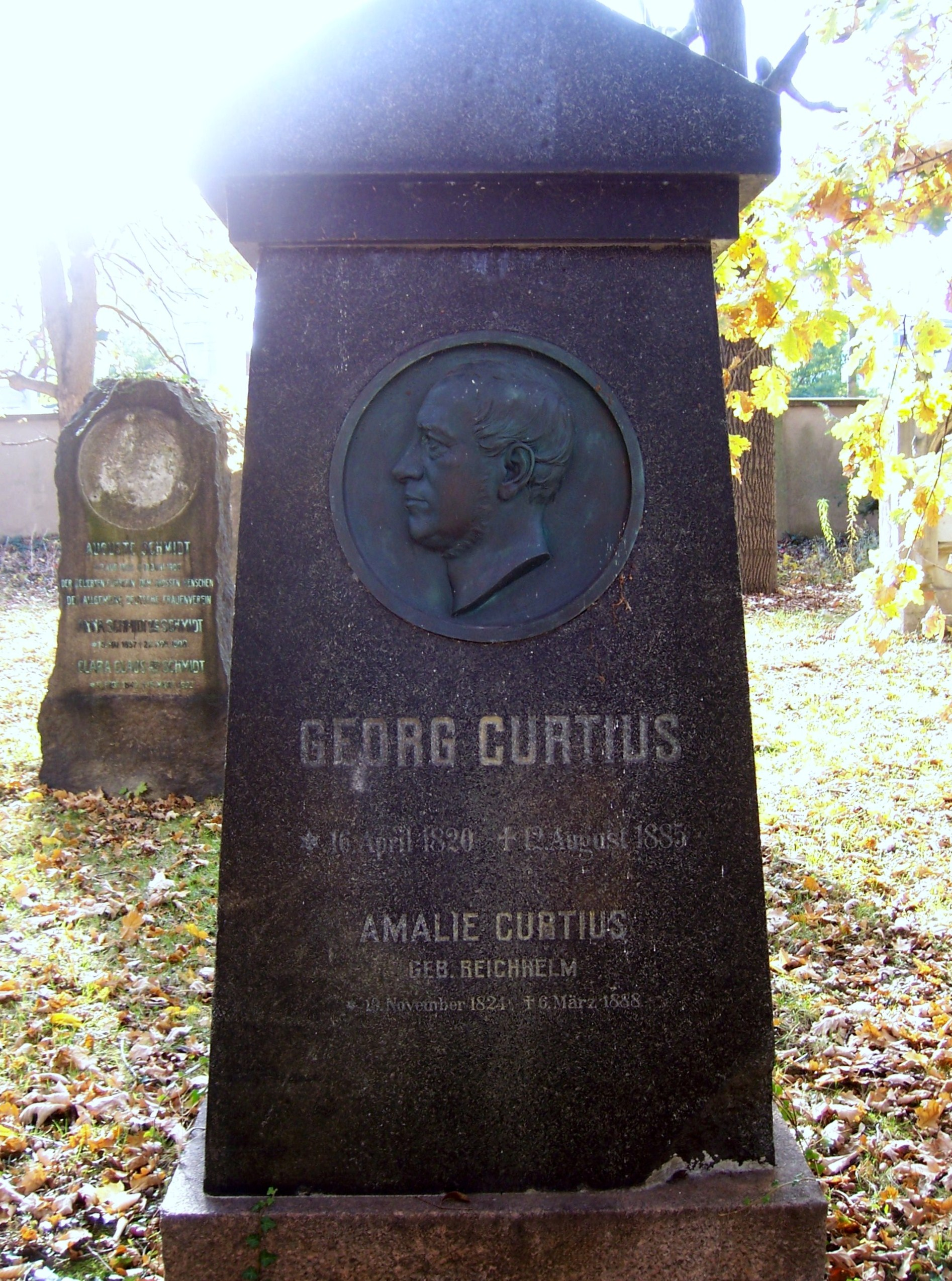
Grabstein Georg Curtius

Georg Curtius (* 16. April 1820 in Lübeck; † 12. August 1885 in Hermsdorf am Kynast) war ein deutscher Philologe. Er war der Bruder des Historikers und Archäologen Ernst Curtius.

## Leben und Wirken
Wie seine Brüder besuchte Curtius das Katharineum zu Lübeck, das er zu Michaelis 1837 mit dem Abitur abschloss. Nach seiner Studienzeit in Bonn und Berlin war er drei Jahre lang Schulmeister in Dresden. 1845 kam er als Privatdozent zurück an die Universität Berlin. Mit der Veröffentlichung Die Bildung der Tempora und Modi im Griechischen und Lateinischen, die er 1846 seinem Professor Friedrich Ritschl gewidmet hatte, kam es gleichzeitig zu inhaltlichen Überschneidungen mit den  sprachvergleichenden Untersuchungen August Schleichers, mit dem er später kollegial befreundet war. 1849 wurde er Leiter des philologischen Seminars in Prag und zwei Jahre später Professor für klassische Philologie an der Prager Universität.
1854 wechselte er von Prag zu einer ähnlichen Anstellung in Kiel, 1862 ging er von Kiel nach Leipzig.
Seine philologischen Theorien hatten weitreichenden Einfluss. Seine wichtigsten Schriften sind
- Die Sprachvergleichung in ihrem Verhältniss zur classischen Philologie (1845)
- Sprachvergleichende Beiträge zur griechischen und lateinischen Grammatik (1846)
- Grundzüge der griechischen Etymologie (1858–1862, 5. Ausgabe 1879)
- Das Verbum der griechischen Sprache (1873)

Ab 1878 war Curtius Herausgeber der Leipziger Studien zur classischen Philologie. 1879 wurde er in die American Academy of Arts and Sciences gewählt. Seine Griechische Schulgrammatik, 1852 erstmals veröffentlicht, erlebte mehr als zwanzig Ausgaben und wurde auch auf Englisch herausgegeben. In seiner letzten Arbeit, Zur Kritik der neuesten Sprachforschung (1885), kritisiert er die Ansichten der Schule der Junggrammatiker.
Georg Curtius wurde im Ehrengrab der Universität Leipzig in der V. Abteilung des Neuen Johannisfriedhofs beerdigt. Sein Grabstein hat sich im Lapidarium auf dem Alten Johannisfriedhof erhalten.